# Méatotomie

Photographie d'une méatotomie

La méatotomie est un acte chirurgical destiné à élargir un méat. Sans précision, il s'agit le plus souvent en urologie  d'une incision du méat urétral. En oto-rhino-laryngologie, deux types principaux de méatotomies sont pratiquées, la méatotomie moyenne et la méatotomie inférieure consistant à élargir le sinus maxillaire, que ce soit dans le cadre de chirurgie par la voie externe ou par voie endoscopique.
Certaines peuplades ont aussi pratiqué des méatotomies urétrales dans le cadre de rites de passages à l'âge adulte. Cet acte chirurgical est aussi détourné de son cadre médical dans les milieux gays et BDSM à des fins de jeux sexuels.

## Chirurgie urologique
En urologie, la méatotomie est un acte chirurgical destiné à élargir le méat de l’urètre ou de l'uretère. Dans la majorité des cas, cela concerne surtout le méat urétral des garçons. L'opération est souvent rendue nécessaire pour le traitement des sténoses congénitales ou acquises. 
Il s'agit d'une opération consistant à inciser le gland du pénis en agrandissant l'orifice de l'urètre (méat urinaire dit aussi urétal) lorsqu'une sténose ou un rétrécissement important le justifie. Les sténoses du méat sont très généralement d'origine iatrogène : circoncision,  manœuvres endoscopiques ou plus fréquemment résultat de dilatations périodiques effectuées par le patient lui-même. L'intervention est faite sous anesthésie, topique en pédiatrie pour les cas simples à générale.
La méatotomie simple est une intervention rapide et relativement bénigne, courante en pédiatrie. Elle consiste à inciser verticalement le méat en direction du frein sur une longueur de 5 à 7 mm à l'aide d'un fin scalpel. L'incision ne portant pas sur des tissus glandulaires, il n'y a ni saignement ni nécessité de suture.
Pour des cas plus complexes, notamment si le frein présente un aspect bourgeonnant, une méatotomie par écrasement, utilisant un forceps hémostatique est recommandée. Les tissus, compressés pendant quelques minutes par les mâchoires du forceps placées l'une dans le méat, l'autre à l'extérieur, deviennent aussi fins qu'une peau, qui peut alors être incisée. Des sutures sont posées par précaution.
La méatotomie urétérale endoscopique est rarement pratiquée pour le traitement d'une sténose, plus souvent dans le but de faciliter dans le cadre d'une première étape d'une intervention endoscopique ou nécessitant l'introduction d'un urétéroscope ou l'extraction d'un calcul.

## Aspects rituels
Selon une encyclopédie des modifications corporelles, certains groupes ethniques ont pu pratiquer une série de mutilations génitales volontaires, à l'occasion de rites de passage, dont des méatotomies caractérisées par une incision verticale du gland du pénis sur toute sa longueur. Cette pratique a été adoptée, de façon assez rare, par des membres de communautés BDSM adeptes de modifications corporelles. 

## Méatotomie sexuelle
Dans les jeux gays ou dans le monde BDSM, cette intervention est réalisée afin de modifier la forme du pénis ou d'élargir le canal de l'urètre dans le cadre des pratiques sexuelles d'insertions de tiges, plugs électrostimulants ou autres objets souvent associées à « pratiques douteuses dans des contextes psychiatrique » entraînant  fréquemment des complications médicales graves. Une revue de la littérature scientifique avait identifié plus de 800 cas publiés d'introduction de corps étrangers dans l'urètre résultant  principalement de jeux sexuels ou érotiques provoquant de sévères réactions inflammatoires nécessitant le recours à des actes chirurgicaux pour les retirer. Ces insertions répétées peuvent entraîner à leur tour une sténose du méat urinaire, et nécessiter une méatotomie chirurgicale.